# Dode dichters almanak
Dode dichters almanak was een nachtelijk televisieprogramma over  poëzie dat werd gemaakt door Hans Keller van de VPRO. 
Het programma bestond uit een voorgedragen gedicht van een dode dichter uit binnen- of buitenland, opgedoken uit het archief. Dit poëzieprogramma is een dagafsluiting. 
In de zogeheten Nacht van de Poëzie van 2006, 2011 en 2013 werden alle laatst uitgezonden afleveringen in een marathonuitzending achter elkaar uitgezonden. Na een besluit van de netmanager van Nederland 2 om programma's na middernacht wegens bezuinigingen te schrappen, werd het programma eind december 2014 stopgezet.